# 今出舞
今出 舞（いまで まい、1993年〈平成5年〉6月12日 - ）は、日本の女優。女性アイドルグループ・SKE48の元研究生。大阪府出身。

## 略歴
- 2009年11月13日、SKE48 第3期生オーディションに合格。
- 2012年4月にSKE48から卒業することを発表した。同年5月31日付でSKE48を卒業。
- 2012年6月1日からイギリスへ語学留学。留学から帰国後、関東圏の大学への進学と同時に上京。
- 2013年12月1日に株式会社PKPに所属。2019年に同事務所を退所。その後も写真集やイメージDVDの発売の他、舞台を中心に役者としても活躍中。
- 2015年に映画「にっちもさっちも」で初主演。
- 舞台「透明少女」にて舞台単独初主演を果たす[1]。
- アリスインアリス（アリスインアリス&フレンズに改名）にコラボメンバー「フレンズ」として加入。同年5月17日にFORCE MUSICよりCD発売。
- 2016年7月9日昼の公演『耳ガアルナラ蒼ニ聞ケ』で、通算200回目の公演出演となった。[2]
- 高橋明日香とともに あすまいを結成。2016年にぼくたちは旅に出る（C/W cheerful smile）をリリース。TVやイベントなどでコント、漫才などにも挑戦している[3]。
- AbemaTV「お願い!ランキング」で2週連続でTOPだったため、念願の地上波出演を果たした。コントではツッコミである。
- 高橋明日香と2人で、2020年4月6日に YouTuberデビューした。

## 人物
- 趣味は女性アイドルの鑑賞[4]。
- SKE48の宮澤佐江のファン[5]。
- 特技は百人一首、クラシックバレエ、バトントワリング[4]。
- 父、母、弟の4人家族。
- 弟と仲が良く度々SNSに登場する。
- 従姉妹は音響スタッフをやっている。
- 毎日ブログを更新していた[6]。
- 長い説明文章などでもテンポ、滑舌よく話せるため、舞台などではストーリーテラー役をやることもある。
- セリフ覚えの早さに定評がある。
- 稽古場の雰囲気を引っ張る女王[7]。
- 舞台「遠慮ガチナ殺人鬼」で共演した図師光博[8]とのコンビが秀逸で末野卓磨に『図師を得た魚』[9]と言われた。

## SKE48での参加曲

### シングル選抜曲
SKE48名義
- 「青空片想い」に収録
  - バンジー宣言 – 「チームB.L.T.」名義
- 「ごめんね、SUMMER」に収録
  - ピノキオ軍（シアターガールズ ver.） - 「シアターガールズ」名義
- 「1!2!3!4! ヨロシク!」に収録
  - 青春は恥ずかしい - 「紅組」名義
  - そばにいさせて
- 「パレオはエメラルド」に収録
  - 積み木の時間
- 「オキドキ」に収録
  - 初恋の踏切
- 「片想いFinally」に収録
  - 今日までのこと、これからのこと

### アルバム選抜曲
AKB48名義
- 「ここにいたこと」に収録
  - ここにいたこと - 「AKB48+SKE48+SDN48+NMB48」名義

### 劇場公演ユニット曲
研究生公演「PARTYが始まるよ」
- スカート、ひらり

 チームKII 2nd Stage「手をつなぎながら」
- ウィンブルドンへ連れて行って（山田澪花のアンダー）
- チョコの行方（井口栞里、小木曽汐莉のアンダー）

 研究生公演「会いたかった」
- 涙の湘南
- 背中から抱きしめて
- リオの革命

 チームE 1st Stage「パジャマドライブ」
- 天使のしっぽ（木本花音のアンダー）
- 純情主義（バックダンサー）

 チームS 3rd Stage「制服の芽」公演
- 女の子の第六感（桑原みずきのアンダー）

## 出演

### テレビ番組
- 連続ドラマW「煙霞 〜Gold Rush〜」（2015年7月 - 、WOWOW） - 知美 役
- SAKAJO〜12人のストーリー（2015年8月1日 - 、チバテレビ）
- アイドルお宝くじ （2016年5月21日 - 、テレビ朝日） - 「アリスインアリス＆フレンズ」として出演
- お願い!ランキング（2017年3月7日・14日・15日・17日・21日・23日、テレビ朝日） - 「あすまい」として「お願い！マンピンコン」に出演[10]
- バズるもん作るもん（2022年10月2日 - 、TOKYO MX）

### ラジオ
- オレたちゴチャ・まぜっ!〜集まれヤンヤン〜 （2014年4月19日 - 2015年4月11日、MBSラジオ） - 第6期ヤンヤンガールズ
- 初恋居酒屋（2016年8月31日、小倉ちゃちゃちゃラジオ） - 公開収録(19:15～20:15、OFFICE HIGUCHI)に山田恵里伽と共にゲスト出演[11]
- ラジオiNEWS（2018年11月20日・27日、ラジオNIKKEI第1放送） - 2018年11月後半 火曜日ゲスト

### インターネットテレビ
- お願い!ランキング #AbemaTV（2017年2月16日・3月2日、AbemaTVスペシャル2） - 「あすまい」として出演。
- HAPPY STAGE[12]（2018年2月14日、渋谷クロスFM） - 公開収録に参加

### 舞台
2014年
- G.H.factory「楽園の東」（2014年4月30日 - 5月6日、新宿シアターモリエール） - 晴子 役
- アリスインプロジェクト × 企画演劇集団ボクラ団義「エデンの空に降りゆく星唄」（2014年8月13日 - 17日、六行会ホール） - 雨宮弥紗 役
- トライフルエンターテインメント「炎の蜃気楼昭和編 夜啼鳥ブルース」（2014年9月17日 - 23日、シアターサンモール） - 北里美奈子 役
- スタンダードソングPresents「MUSICALファンタジープラネット-アリスとシンデレラの冒険-」（2014年11月6日 - 9日、六行会ホール） - 赤ずきん 役
- アリスインプロジェクト「セブンフレンズ セブンミニッツ」（2014年12月17日 - 21日、六行会ホール） - 二宮涼 役

2015年
- 企画演劇集団ボクラ団義「忍ブ阿呆ニ 死ヌ阿呆」（2015年3月11日 - 22日、シアターグリーン BIG TREE THEATER） - 風花 役
- アリスインプロジェクト「ラストホリデイ2015〜終わらない歌〜」（2015年4月29日 - 5月10日、シアターKASSAI） - 望月サラ 役
- SHOWMAN'S「ドリームレスキュー・言うことナース！〜エピソードゼロなのですぅ〜」（2015年7月8日 - 12日、新宿村LIVE） - 主演・永井レイジ 役
- 企画演劇集団ボクラ団義「時をかける206号室」（2015年8月19日 - 30日、シアターグリーンBIG TREE THEATER） - ストーリーテラー
- トライフルエンターテインメント「炎の蜃気楼昭和編 瑠璃燕ブルース」（2015年10月8日 - 13日、シアター1010） - 北里美奈子 役
- プロジェクト ドーン「モリのアサガオ」（2015年10月20日 - 25日、中目黒キンケロ・シアター） - 望月加奈 役 Wキャスト
- 企画演劇集団ボクラ団義「十七人の侍」（2015年11月20日 - 29日、CBGKシブゲキ!!） - ミキ（小嶋美樹） 役
- ベニバラ兎団「絢爛ベルエポック」（2015年12月16日 - 20日、CBGKシブゲキ!!） - 朝雲 役

2016年
- アリスインプロジェクト「クォンタムドールズ〜量子境界の散歩者〜」（2016年1月6日 - 11日、新宿村LIVE） - ハーピィ 役
- SANETTY Produce「Over Smile」（2016年2月10日 - 15日、新宿村LIVE） - 竹原弥生 役
- ベニバラ兎団「平安シャングリラ!〜いいな極楽、鳴くな鶯、宮中烈伝〜」（2016年3月23日 - 27日、銀座博品館劇場） - 飛鳥小町 役
- LIVEDOGプロデュース「透明少女」（2016年4月9日 - 17日、新宿村LIVE） - 主演・本田圭 役
- SHOWMAN'S「ドリームレスキュー・言うことナース！〜いちもにもなくエピソード3〜」 （2016年4月22日 - 24日、新宿村LIVE） - 永井レイジ 役 ※映像出演・24日の日替わりゲスト出演
- SANETTY Produce 「Hands Up」（2016年5月25日 - 29日、新宿村LIVE） - キャサリン（物部暁美） 役
- アリスインプロジェクト「チェンジングホテル NAGOYA」（2016年6月8日・10日・11日、名古屋うりんこ劇場） - 横堀真由美 役
- 企画演劇集団ボクラ団義「耳ガアルナラ蒼ニ聞ケ 〜龍馬ト十四人ノ志士〜」（2016年7月6日 - 10日、東京・池袋あうるすぽっと / 23日 - 25日、大阪・HEP HALL） - お龍 役 全12回
- 研音「大きな虹のあとで～不動四兄弟～」（2016年8月20日 - 24日、俳優座劇場） - 緑 役
- アリスインプロジェクト「魔銃ドナークロニクル」（2016年9月28日 - 10月2日、六行会ホール） - 吾妻レイカ 役
- 劇団ホチキス「+DOCTOR～ヤブ医者大爆発～」
  - 岐阜公演（2016年9月17日・18日、大垣市スイトピアセンター文化会館
  - 愛知公演（9月22日、長久手市文化の家 森のホール
  - 東京公演（10月26日 - 30日、新宿村LIVE）

- 舞台「地獄少女」（2016年11月9日 - 13日、CBGKシブゲキ!!） - 杉野さくら 役（特別出演）
- ASSH/オッドエンタテインメント「君死ニタマフ事ナカレ 零」（2016年12月21日 - 25日、新宿村LIVE） - サクラ 役

2017年
- 舞台『「鬼切丸伝」源平鬼絵巻』  （2017年1月18日 - 22日、六行会ホール） - 鈴鹿御前 役
- 女神座ATHENA よみきかせリーディングライブ「天使の図書室 Vol.02～チョコレート・ダイアリー～」（2017年2月11日・12日、高田馬場ラビネスト）
- yoppy project「BattleButler」（2017年3月8日 - 12日、六行会ホール）- 主演・小春音 役
- 企画演劇集団ボクラ団義「飛ばぬ鳥なら落ちもせぬ」（2017年4月4日 - 16日、吉祥寺シアター） - 杉谷彩芽 役
- LIVEDOG「ある苅屋くんの人生」（2017年6月3日 - 11日、新宿村LIVE） - 苅屋靖子 役
- Office54 朗読劇「学園デスパネル」（2017年8月11日、座・高円寺2） - 長瀬 役
- 舞台「追放選挙」（2017年8月23日 - 27日、新宿村LIVE） - 蓬茨苺恋（ほうしいちか） 役
- 女神座ATHENA「聖餐のプシュコマキア」（2017年9月8日 - 10日、コフレリオ新宿シアター） - 主演・湯田依朱佳 役
- 舞台「炎の蜃気楼昭和編 紅蓮坂ブルース」（2017年10月12日 - 17日、シアター1010）
- アリスインプロジェクト「チェンジングホテルTOKYO」（2017年12月13日 - 17日、新宿村LIVE） - 主演・藤崎恵利 役

2018年
- SHOWMAN'S「舞台版 サトラレ～西山幸夫の場合～」（2018年2月28日 - 3月4日、ALTA THEATER） - 小松洋子 役
- SHOWMAN'S 朗読劇「ドリームレスキュー・言うことナース！～エピソードゼロなのどすえ～」（2018年4月21日 - 22日、京都Chambers）- 永井レイジ 役
- Am-bitioN「ダレンジャーズ」（2018年4月25日 - 30日、築地本願寺ブディストホール） - ダレンジャーピンク / 桜撫子 役
- PKPエンタテインメント 朗読劇「“自称”超能力少女 三船ユリ」（2018年6月16日、労音大久保会館アールズアートコート）
- 企画演劇集団ボクラ団義「戦国アイドルタイム」（2018年6月27日 - 7月15日、浅草九劇） - 菊 役
- 道頓堀ガールズシアター 2018.8 WEEK1 夏のバカンス編 ハニカミ!「Going海のYeah!!」（2018年8月1日 - 5日、道頓堀ZAZABox） - メインキャスト
- DMF/ENG「メイカ 魔女と幕末の英雄」（2018年8月29日 - 9月2日、シアターサンモール） - ナナホシ 役
- Over Smile（2018年9月16日、CBGKシブゲキ!!） - 日替わりゲスト ※友情出演
- O次郎プレゼンツ タマリ2018（2018年10月5日 - 8日、ABCホール）
- 30-DELUX Perfect EDITION「シェイクス」B/Dパターン - 江口メイ 役
  - 大阪公演（2018年10月19日 - 21日、In→dependent theatre 2nd）
  - 名古屋公演（10月25日 - 26日、昭和文化小劇場）
  - 東京公演（11月14日 - 17日、新宿村LIVE）

2019年
- 企画演劇集団ボクラ団義「遠慮ガチナ殺人鬼」（2019年1月9日 - 20日、ザ・ポケット） - 羽村多恵 役
- Am-bitioN「ネーチャンズ☆8」（2019年2月19日 - 24日、築地本願寺ブディストホール）  - 姫小路樹里亜 役
- 舞台「桃源郷ラビリンス」 - 茨木童子 役
  - 東京公演（2018年4月4日 - 7日、中野・なかのZERO 大ホール）
  - 岡山公演（2018年9月13日 - 14日、岡山・おかやま未来ホール）

- 劇団東少 ミュージカル「アルプスの少女ハイジ」（2019年7月20日、山梨・須玉ふれあい会館 / 8月10日、群馬・昌賢学園まえばしホール 大ホール / 8月11日、館林市文化会館大ホール / 9月14日、岡山・総社市総合文化センター / 9月15日、兵庫・高砂市文化会館） - 主演・ハイジ 役
- 劇団ToyLateLie「夜神探偵事務所～ディスコードメモリー～」（2019年8月21日 - 25日、新宿シアターモリエール） - 主演・夜神ふみ 役
- ENG「探偵なのに」（2019年10月9日 - 15日、シアターグリーン BIG TREE THEATER） - 持田萌美 役
- 劇団皇帝ケチャップ「何も変わらない今日という日の始まりに」（2019年12月18日 - 22日、ザ・ポケット） - 主演・瑛美 役

2020年
- 「ダレンジャーズ2～エンド・オブ・ウォー～」（2020年1月23日 - 28日、六行会ホール） - 桜撫子 役
- CONTE STAGE「冬のルーレット」（2020年2月7日 - 9日、清澄白河・リトルトーキョー）
- Pave the Way「歪」（2020年3月11日 - 15日、中目黒キンケロ・シアター） - 身体を売る女 役
- 闇劇『獄都事変』（2020年7月11日 - 19日、新宿FACE） - マキ 役
- ツツシニウム「フスマノオトン」（2020年7月31日、シアターKASSAI） - 回替わりキャスト
- ENG「ほんとうにかくの？」（2020年12月23日 - 28日、シアターグリーン BIG TREE THEATER） - 海老虎申子 役

2021年
- ToyLateLie「息る｡」（2021年4月7日 - 11日、シアターKASSAI）
- SFIDA ENTERTAINMENT「愛はお金で買えますか？貢ぎ貢がれ編」（2021年5月18日 - 23日、劇場HOPE） - 礼美 役
- 劇団CATMINT「青い世界線Episode1～哀憐～」（2021年7月28日 - 8月1日、中目黒キンケロ・シアター） - 栗原円 役
- LOGOTyPEプロデュース「クロノス」（2021年10月6日 - 10日、中目黒キンケロ・シアター） - 海老名 役
- 企画演劇集団ボクラ団義「神ミタイナ時間」（2021年10月27日 - 31日、CBGKシブゲキ!!） - 元タレント 役
- KHET produce「ゆがんだめんめん」（2021年11月24日 - 28日、六行会ホール）
- NineStage「素晴らしき夢夜」（2021年12月23日 - 26日、TACCS1179） - ショーパブ・ナイトショー オーナー 役

2022年
- imgオンライン公演「私たちに明日はある（2022年2月24日 - 3月4日、オンライン配信） - 立見明日花 役
- 企画演劇集団ボクラ団義「耳があるなら蒼に聞け～龍馬と十四人の志士～ / ハンズアップ2022」（2022年3月21日、CBGKシブゲキ!!） - ゲスト出演
- 朗読劇「シブヤクチュアリー」（2022年5月12日 - 15日、シアター風姿花伝） - 麻里 役
- ENG「ロスト花婿」（2022年6月8日 - 12日、六行会ホール） - 須藤陽奈 役
- 藤原たまえプロデュース「ことし、さいあくだった人」（2022年7月14日 - 18日、シアター711） - OL 役
- 五十嵐啓輔 オムニバスコメディ作品集「バブルメイカー ～夏の自由研究～」（2022年7月27日 - 8月1日、四谷3丁目ドリームシアター）
- 朗読劇「エターナルメロディ～終わらない歌を少女はうたう～」（2022年8月11日 - 14日、コフレリオ新宿シアター） - 真野朝美 役
- 盆栽サイダー「銀幕ボイス」（2022年9月7日 - 12日、上野ストアハウス / 23日 - 25日、インディペンデントシアター2nd） - いちか 役
- img「放課後に星はみえるか」（2022年10月19日 - 23日、新宿シアターモリエール） - 主演・柳下星蘭 役
- ツツシニウム「法螺噺 アオイトリ」（2022年11月16日 - 20日、上野ストアハウス） - ロアロア 役
- CONTE STAGE『ふたりよがり』「こんな時に、こんな時だから」（2022年12月9日 - 11日、池袋・GEKIBA）

2023年
- @emotion「NEVER EVER NEVER」東京公演（2023年1月25日 - 29日、六行会ホール） - アリー 役
- DOT「Heartless/死人に心なし」（2023年3月22日 - 26日、恵比寿・シアター・アルファ東京） - W主演・オリビア 役
- img「明日の卒業生たち」（2023年4月8日 - 16日、すみだパークシアター倉） - 八重樫光姫 役
- R-UP「バンク・バン・レッスン」（2023年9月14日 - 15日、新宿・サンモールスタジオ） - 銀行員3 役
- img「片思いの天使たち」（2023年11月1日 - 5日、ザ・ポケット）
- 恐竜ラボ！キングオブハンターズ(2023年11月〜地方ツアー)-翔くん役

2024年
- img「ありのままに生きろ。今」（2024年4月5日 - 7日、大阪・ABCホール / 4月11日 - 13日、福岡・北九州芸術劇場 小劇場 / 4月25日 - 5月2日、埼玉・彩の国さいたま芸術劇場 小ホール） - 福永寿子 役
- ZANY「十年希望〜ぼくらのSentimental Journey 2024〜」希チーム（2024年6月12日 - 16日、上野ストアハウス） - アキナ 役
- KANATA企画『シャランラ2024 August』「ボーイズ・ビー・ラプソディー」（2024年8月24日 - 26日、高田馬場・酒洛）
- あすまい「有言実行」（2024年12月19日 - 22日、北池袋・新生館シアター）

2025年
- img「放課後に星はみえるか」（2025年2月21日・24日、CBGKシブゲキ!!） - 埼玉でめ金 役

### 映画
- にっちもさっちも[94]（2015年12月、監督：塩崎祥平）  - 主演・舞 役
- パーポーピーポー[95]（2016年7月、監督：久保田唱）
- サプライズ![96]（2017年4月、監督：まつだ壱岱） - 主演・舞 役
- かぞくわり[97]（2019年1月公開[98]、監督：塩崎祥平） 栄 役
- いまいち萌えない娘 THE MOVIE[99]（2018年公開予定、監督：山田誠二） - 主演・今井知奈 役

### ネット
- AbemaTV×お願い！ランキング[100]（2017年2月15日）

### イベント
- アリスインアリス＆フレンズ 2015ファイナル[101]（2015年12月23日、代アニライブステーション） - 昼の部にゲストとして出演。
- アリスインアリス＆フレンズ 2016[102] （2016年3月12日、池袋シアターYES）ゲスト出演
- アリスインアリス ワンマンライブ2016 SPRING[103]（2016年5月15日、池袋シアターYES）
- ショートムービー「パーポーピーポー」完成披露イベント（2016年7月16日 東京フィルムセンター映画・俳優専門学校　8F FC TOKYO シアター）
- PKPエンタテイメント プレゼンツvol.1 舞台「パリピ！！〜ゆずれない夏〜」公演（2016年8月11日、下北沢リバティ）[104]
- 【あすまいイベント】“けっこう早めのクリスマスパーティもアリっちゃアリでしょ”（2016年12月4日 渋谷）[105]
- PKP祭り
  - 2016年 [106]（2016年12月10日、ミューズ音楽院本館ホール1階）
  - 2017年 [107]（2017年2月5日、ミューズ音楽院本館ホール1階）
- あすまいイベント「冬っちゃ冬だけど春っちゃ春でしょ」[108] 出演 （2017年2月25日、KING OF JPOP）
- あすまいイベント「愛知のオンナになります」（2017年3月18日、シダックス名古屋栄住吉通クラブ）
- オーディオドラマ「トラフィックチューン」リリース記念イベント [109]（2017年11月11日、日本芸術専門学校）
- PKP祭りvol.6 クリスマスイベント[110]（2017年12月23日、ミューズ音楽院本館ホール1階）
- 神田明神節分祭[111]（2018年2月3日、江戸総鎮守 神田明神） - 「節分祭 豆まき式」に参加
- 春のフットサルフェス2018[112] 参加（2018年5月3日、ミズノフットサルプラザ千住）
- 今出舞生誕祭2018 [113]（2018年6月10日、下北沢VOICE FACTORY）

## 書籍

### 写真集
- my×mai（2014年5月）

### オーディオドラマ
- オーディオドラマ「トラフィックチューン」第5話「奇跡」出演